# Giuse Vương Đình Ái
Linh mục Giuse Vương Đình Ái (1911-2004) là một giáo sĩ Công giáo Việt Nam. Ông cũng là đại biểu Quốc hội Việt Nam khóa X. Ông thuộc đoàn đại biểu Nghệ An.